# Chelostoma petersi
Chelostoma petersi är en biart som först beskrevs av Borek Tkalcu 1984.  Chelostoma petersi ingår i släktet blomsovarbin, och familjen buksamlarbin. Inga underarter finns listade i Catalogue of Life.